# César/Bestes Drehbuch

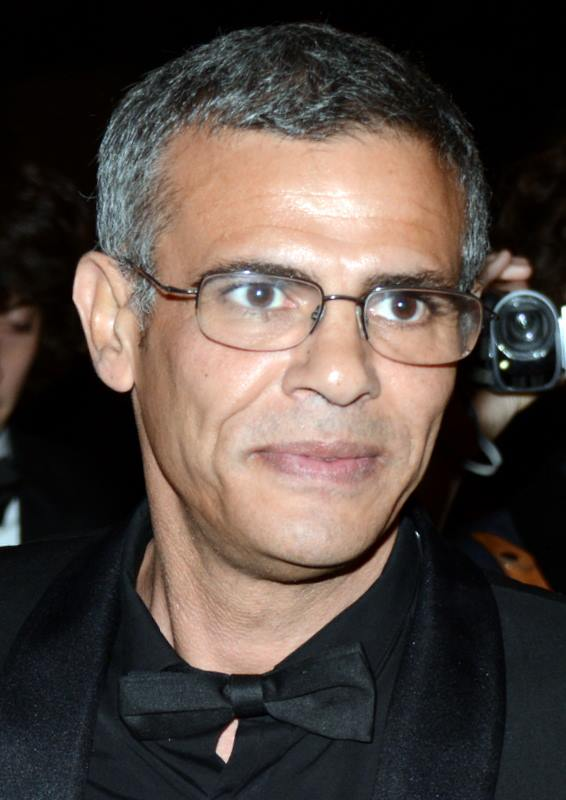
Letzter Preisträger 2005: Abdellatif Kechiche (L’Esquive)

Der César in der Kategorie Bestes Drehbuch (Meilleur scénario original ou adaptation) wurde mit Unterbrechungen zwischen 1976 und 2005 verliehen. Die Mitglieder der Académie des Arts et Techniques du Cinéma vergeben ihre Auszeichnungen für die besten Filmproduktionen und Filmschaffenden rückwirkend für das vergangene Kinojahr.
Zwischen 1983 und 1985 wurden Filmskripte nach Originaldrehbüchern und adaptierten Drehbüchern (Skripte die auf einem anderen Werk wie z. B. einem Roman, einer Kurzgeschichte oder einem anderen Film basieren) getrennt prämiert. Beide Kategorien wurden bei der Césarverleihung 2006 wieder eingeführt.
Die unten aufgeführten Filme werden mit ihrem deutschen Verleihtitel (sofern ermittelbar) angegeben, danach folgt in Klammern in kursiver Schrift der französische Originaltitel und der Name des Regisseurs. Die Nennung des französischen Originaltitels entfällt, wenn deutscher und französischer Filmtitel identisch sind. Die Gewinner stehen hervorgehoben an erster Stelle.

## 1970er-Jahre
1976
Jean Aurenche und Bertrand Tavernier – Wenn das Fest beginnt … (Que la fête commence)
- Robert Enrico und Pascal Jardin – Das alte Gewehr (Le vieux fusil)
- Jacques Rouffio und Georges Conchon – Quartett Bestial (Sept morts sur ordonnance)
- Jean-Charles Tacchella – Cousin, Cousine (Cousin, cousine)

1977
Jean Aurenche und Bertrand Tavernier – Der Richter und der Mörder (Le juge et l'assassin)
- Jean-Loup Dabadie – Ein Elefant irrt sich gewaltig (Un éléphant ça trompe énormément)
- Claude Miller und Luc Béraud – Unser Weg ist der beste (La meilleure façon de marcher)
- Francis Veber – Das Spielzeug (Le jouet)

1978
David Mercer – Providence
- Michel Audiard – Der Fall Serrano (Mort d’un pourri)
- Jean-Claude Carrière und Luis Buñuel – Dieses obskure Objekt der Begierde (Cet obscur objet du désir)
- Jean-Loup Dabadie – Wir kommen alle in den Himmel (Nous irons tous au paradis)

1979
Gilles Perrault und Michel Deville – Ohne Datenschutz (Le dossier 51)
- Georges Conchon und Jacques Rouffio – Zucker, Zucker! (Le sucre)
- Christian de Chalonge und Pierre Dumayet – Das Geld der anderen (L’argent des autres)
- Claude Sautet und Jean-Loup Dabadie – Eine einfache Geschichte (Une histoire simple)

## 1980er-Jahre
1980
Bertrand Blier – Den Mörder trifft man am Buffet (Buffet froid)
- Alain Corneau und Georges Perec – Série noire
- Jacques Doillon – Ein kleines Luder (La Drôlesse)
- Henri Verneuil und Didier Decoin – I wie Ikarus (I comme Icare)

1981
Suzanne Schiffman und François Truffaut – Die letzte Metro (Le Dernier métro)
- Jean Gruault – Mein Onkel aus Amerika (Mon Oncle d'Amérique)
- John Guare – Atlantic City, USA (Atlantic City, U.S.A.)
- Bertrand Tavernier und David Rayfiel – Death Watch – Der gekaufte Tod (La Mort en direct)

1982
Jean Vautrin, Claude Miller und Michel Audiard – Das Verhör (Garde à vue)
- Jean Aurenche und Bertrand Tavernier – Der Saustall (Coup de torchon)
- Gérard Brach – Am Anfang war das Feuer (La Guerre du feu)
- Christopher Frank, Pierre Granier-Deferre und Jean-Marc Roberts – Eine merkwürdige Karriere (Une étrange affaire)

1986
Coline Serreau – Drei Männer und ein Baby (Trois hommes et un couffin)
- Jacques Deray und Michel Audiard – Mörderischer Engel (On ne meurt que deux fois)
- Michel Deville – Gefahr im Verzug (Péril en la demeure)
- Claude Miller, Bernard Stora, Luc Béraud und Annie Miller – Das freche Mädchen (L'effrontée)
- André Téchiné und Olivier Assayas – Rendez-Vous (Rendez-vous)

1987
Camille de Casabianca und Alain Cavalier – Thérèse
- Claude Berri und Gérard Brach – Jean Florette (Jean de Florette)
- Bertrand Blier – Abendanzug (Tenue de soirée)
- Francis Veber – Die Flüchtigen (Les Fugitifs)

1988
Louis Malle – Auf Wiedersehen, Kinder (Au revoir les enfants)
- Patrick Dewolf und Patrice Leconte – Ein unzertrennliches Gespann (Tandem)
- Jean-Loup Hubert – Am großen Weg (Le grand chemin)
- Éric Rohmer – Der Freund meiner Freundin (L'Ami de mon amie)
- Colo Tavernier – Die Passion der Beatrice (La Passion Béatrice)

1989
Étienne Chatiliez und Florence Quentin – Das Leben ist ein langer, ruhiger Fluß (La Vie est un long fleuve tranquille)
- Rosalinde Deville und Michel Deville – Die Vorleserin (La Lectrice)
- François Dupeyron und Dominique Faysse – Nächtliche Sehnsucht – Hemmungslos (Drôle d'endroit pour une rencontre)
- François Truffaut, Claude Miller, Annie Miller, Claude de Givray und Luc Béraud – Die kleine Diebin (La Petite Voleuse)

## 1990er-Jahre
1990
Bertrand Blier – Zu schön für Dich (Trop belle pour toi)
- Jean Cosmos und Bertrand Tavernier – Das Leben und nichts anderes (La Vie et rien d'autre)
- Pierre Jolivet und Olivier Schatzky – Der Preis der Freiheit (Force majeure)
- Éric Rochant – Eine Welt ohne Mitleid (Un monde sans pitié)

1991
Jean-Pierre Ronssin und Christian Vincent – Die Verschwiegene (La Discrète) 
- Jean-Claude Carrière und Jean-Paul Rappeneau – Cyrano von Bergerac (Cyrano de Bergerac)
- Jacques Doillon – Der kleine Gangster (Le Petit criminel)
- Claude Klotz und Patrice Leconte – Der Mann der Friseuse (Le Mari de la coiffeuse)

1992
Jean-Pierre Jeunet, Marc Caro und Gilles Adrien – Delicatessen
- Bertrand Blier – Merci la vie
- Alain Corneau und Pascal Quignard – Die siebente Saite (Tous les matins du monde)
- Maurice Pialat – Van Gogh

1993
Coline Serreau – Die Krise (La crise)
- Arnaud Desplechin – Die Wache (La Sentinelle)
- Cyril Collard – Wilde Nächte (Les Nuits fauves)
- Jacques Fieschi und Claude Sautet – Ein Herz im Winter (Un cœur en hiver)
- Bertrand Tavernier und Michel Alexandre – Auf offener Straße (L. 627)

1994
Jean-Pierre Bacri und Agnès Jaoui – Smoking / No Smoking
- Claude Berri und Arlette Langmann – Germinal
- Christian Clavier und Jean-Marie Poiré – Die Besucher (Les Visiteurs)
- Krzysztof Piesiewicz und Krzysztof Kieślowski – Drei Farben: Blau (Trois couleurs: Bleu)
- André Téchiné und Pascal Bonitzer – Meine liebste Jahreszeit (Ma saison préférée)

1995
André Téchiné, Gilles Taurand und Olivier Massart – Wilde Herzen (Les Roseaux sauvages)
- Jacques Audiard und Alain Le Henry – Wenn Männer fallen (Regarde les hommes tomber)
- Michel Blanc – Grosse fatigue
- Patrice Chéreau und Danièle Thompson – Die Bartholomäusnacht (La Reine Margot)
- Krzysztof Piesiewicz und Krzysztof Kieślowski – Drei Farben: Rot (Trois couleurs: Rouge)

1996
Telsche Boorman und Josiane Balasko – Eine Frau für Zwei (Gazon maudit)
- Claude Chabrol und Caroline Eliacheff – Biester (La Cérémonie)
- Mathieu Kassovitz – Hass (La Haine)
- Florence Quentin – Das Glück liegt in der Wiese (Le Bonheur est dans le pré)
- Claude Sautet und Jacques Fieschi – Nelly & Monsieur Arnaud (Nelly et Monsieur Arnaud)

1997
Cédric Klapisch, Jean-Pierre Bacri und Agnès Jaoui – Typisch Familie! (Un air de famille)
- Gabriel Aghion und Patrick Timsit – Auch Männer mögen’s heiß! (Pédale douce)
- Jacques Audiard und Alain Le Henry – Das Leben: Eine Lüge (Un héros très discret)
- Bertrand Tavernier und Jean Cosmos – Hauptmann Conan und die Wölfe des Krieges (Capitaine Conan)
- Rémi Waterhouse – Ridicule – Von der Lächerlichkeit des Scheins (Ridicule)

1998
Jean-Pierre Bacri und Agnès Jaoui – Das Leben ist ein Chanson (On connaît la chanson)
- Alain Corneau und Michel Alexandre – Le Cousin – Gefährliches Wissen (Le Cousin)
- Anne Fontaine und Gilles Taurand – Eine saubere Affäre (Nettoyage à sec)
- Robert Guédiguian und Jean-Louis Milesi – Marius und Jeannette – Eine Liebe in Marseille (Marius et Jeannette)
- Manuel Poirier und Jean-François Goyet – Western

1999
Francis Veber – Dinner für Spinner (Le Dîner de cons)
- Nicole Garcia und Jacques Fieschi – Place Vendôme
- Radu Mihăileanu – Zug des Lebens (Train de vie)
- Danièle Thompson, Patrice Chéreau und Pierre Trividic – Wer mich liebt, nimmt den Zug (Ceux qui m'aiment prendront le train)
- Erick Zonca und Roger Bohbot – Liebe das Leben (La Vie rêvée des anges)

## 2000er-Jahre
2000
Tonie Marshall – Schöne Venus (Venus beauté (Institut))
- Michel Deville – Tagebuch eines Landarztes (La Maladie de Sachs)
- Serge Frydman – Die Frau auf der Brücke (La Fille sur le pont)
- Simon Michaël und Pierre Jolivet – Ma petite entreprise
- Danièle Thompson und Christopher Thompson – La Bûche

2001
Agnès Jaoui und Jean-Pierre Bacri – Lust auf Anderes (Le Goût des autres)
- Laurent Cantet und Gilles Marchand – Der Jobkiller (Ressources humaines)
- Patricia Mazuy und Yves Thomas – Die Schule der verlorenen Mädchen (Saint-Cyr)
- Dominik Moll und Gilles Marchand – Harry meint es gut mit dir (Harry, un ami qui vous veut du bien)
- Gilles Taurand und Bernard Rapp – Une affaire de goût

2002
Jacques Audiard und Tonino Benacquista – Lippenbekenntnisse (Sur mes lèvres)
- François Dupeyron – Die Offizierskammer (La Chambre des officiers)
- Jean-Pierre Jeunet und Guillaume Laurant – Die fabelhafte Welt der Amélie (Le Fabuleux destin d'Amélie Poulain)
- Coline Serreau – Chaos
- Danis Tanović – No Man’s Land

2003
Costa-Gavras und Jean-Claude Grumberg – Der Stellvertreter (Amen)
- Michel Blanc – Küss mich, wenn du willst (Embrassez qui vous voudrez)
- Ronald Harwood – Der Pianist (The Pianist)
- Cédric Klapisch  – L’auberge espagnole (L’auberge espagnole)
- François Ozon und Marina de Van – 8 Frauen (8 Femmes)

2004
Denys Arcand – Die Invasion der Barbaren (Les invasions barbares)
- Lucas Belvaux – Cavale – Auf der Flucht (Cavale), Ein tolles Paar (Un couple épatant) und Nach dem Leben (Après la vie)
- Alain Corneau – Mit Staunen und Zittern (Stupeur et tremblements)
- Julie Bertuccelli, Roger Bohbot und Bernard Renucci – Seit Otar fort ist… (Depuis qu'Otar est parti...)
- Jean-Paul Rappeneau, Patrick Modiano, Jérôme Tonnerre, Gilles Marchand und Julien Rappeneau – Bon Voyage

2005
Abdellatif Kechiche – L’Esquive
- Arnaud Desplechin und Roger Bohbot – Das Leben ist seltsam (Rois et reine)
- Agnès Jaoui und Jean-Pierre Bacri – Schau mich an! (Comme une image)
- Jean-Pierre Jeunet und Guillaume Laurant – Mathilde – Eine große Liebe (Un long dimanche de fiançailles)
- Olivier Marchal, Franck Mancuso und Julien Rappeneau – 36 – Tödliche Rivalen (36 Quai des Orfèvres)